# جينغ أولريش
جينغ أولريش (بالصينية: 李晶) هي مصرفية صينية، ولدت في 28 يونيو 1967 في بكين في الصين.